# Roer (département)
Pour les articles homonymes, voir Roer.
1797–1814
Entités précédentes :
- République cisrhénane

Entités suivantes :
- Royaume de Prusse (Province de Juliers-Clèves-Berg)
- Pays-Bas unis

La Roer (ou Roër) est un ancien département français (1797-1814). Son nom vient de la rivière Roer (Rur en allemand, Rour ou Roule en français), qui, venue des Hautes Fagnes, traverse la région frontalière pour se jeter dans la Meuse à Ruremonde, ville des Pays-Bas.
Le territoire correspond aujourd'hui à la partie du Land de Rhénanie-du-Nord-Westphalie située à l'ouest du Rhin et notamment la ville de Cologne, plus une grande partie de la province de Limbourg des Pays Bas, notamment les villes de Venlo et Ruremonde.Il lui a été attribué le numéro 103 dans la liste des 130 départements français de 1811

## Historique
Avant la conquête française, la Cisrhénanie était une mosaïque de plusieurs dizaines d'États, membres du Saint-Empire romain germanique. Occupée à partir de 1794, une éphémère République cisrhénane fut proclamée le 5 septembre 1797 (une république de Mayence l'avait déjà été le 18 mars 1793, demandant son annexion à la France le 21 et l'obtenant le 30), mais la région est partagée le 4 novembre 1797 par le Directoire en quatre départements (la Roer, la Sarre, le Rhin-et-Moselle et le Mont-Tonnerre), qui sont organisés le 23 janvier 1798 (arrêté du 4 pluviôse an VI). Ces départements sont officiellement intégrés au territoire français le 9 mars 1801, ils se voient attribuer respectivement les numéros 103, 101, 102 et 100 dans la liste des 130 départements français de 1811 et existent jusqu'au démantèlement de l'Empire en 1814.
Les communes de Boxmeer, Oeffelt, Gemert, Megen et Ravenstein, partie intégrante du département enclavées sur le territoire de la République batave, lui sont vendues en 1800, celle de Oeffelt en 1801.

## Géographie
Le chef-lieu était Aix-la-Chapelle (en allemand Aachen) et les sous-préfectures Clèves (en allemand Kleve), Cologne (en allemand Köln) et Crevelt (en allemand Krefeld). La préfecture était installée dans l'hôtel particulier intitulé « Cour de Londres » (situé actuellement Kleinkölnstraße 18 à Aix-la-Chapelle). Le département comptait 616 287 habitants en 1809. Le Dictionnaire géographique portatif de l'époque rapporte : « Ce pays produit beaucoup de grains, abonde en pâturages, mines de fer, houillères, sources d'eau minérales ; il y a un grand nombre de forges, usines, fourneaux, fonderies de canon. Il y a des filatures de coton, des manufactures de toiles, de velours, de fil de fer et laiton, d'aiguilles, d'épingles ; tanneries, chaudronneries, verreries, papeteries ; forêts considérables. »

### Administration
- Chefs-lieux de canton de l'arrondissement d'Aix-la-Chapelle : Aix-la-Chapelle, Burtscheid, Düren, Eschweiler, Froitzheim, Geilenkirchen, Gemünd, Heinsberg, Linnich, Montjoie et Sittard.
- Chefs-lieux de canton de l'arrondissement de Clèves : Clèves, Geldern, Goch, Horst, Kalkar, Cranenbourg, Wankum (maintenant une partie de Wachtendonk), Wesel et Xanten.
- Chefs-lieux de canton de l'arrondissement de Crevelt : Crevelt, Bracht (maintenant une partie de Brüggen), Erkelenz, Kempen, Moers, Neersen, Neuss, Odenkirchen, Rheinberg, Uerdingen et Viersen.
- Chefs-lieux de canton de l'arrondissement de Cologne : Cologne, Bergheim, Brühl, Dormagen, Elsen, Juliers, Kerpen, Lechenich, Weiden et Zülpich.

## Liste des préfets

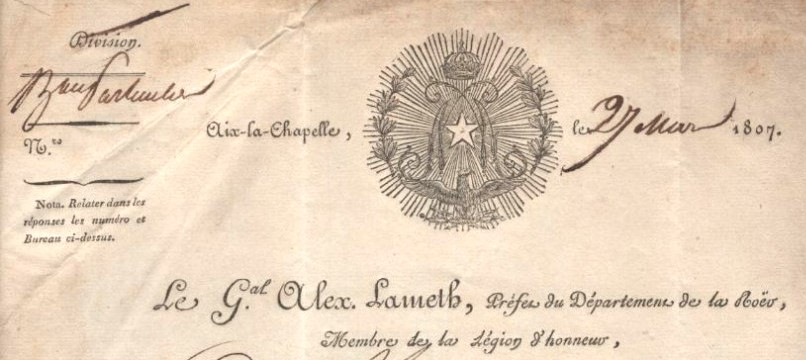
En-tête de lettre du 27 mars 1807 signée du préfet du département de la Roër De Lameth

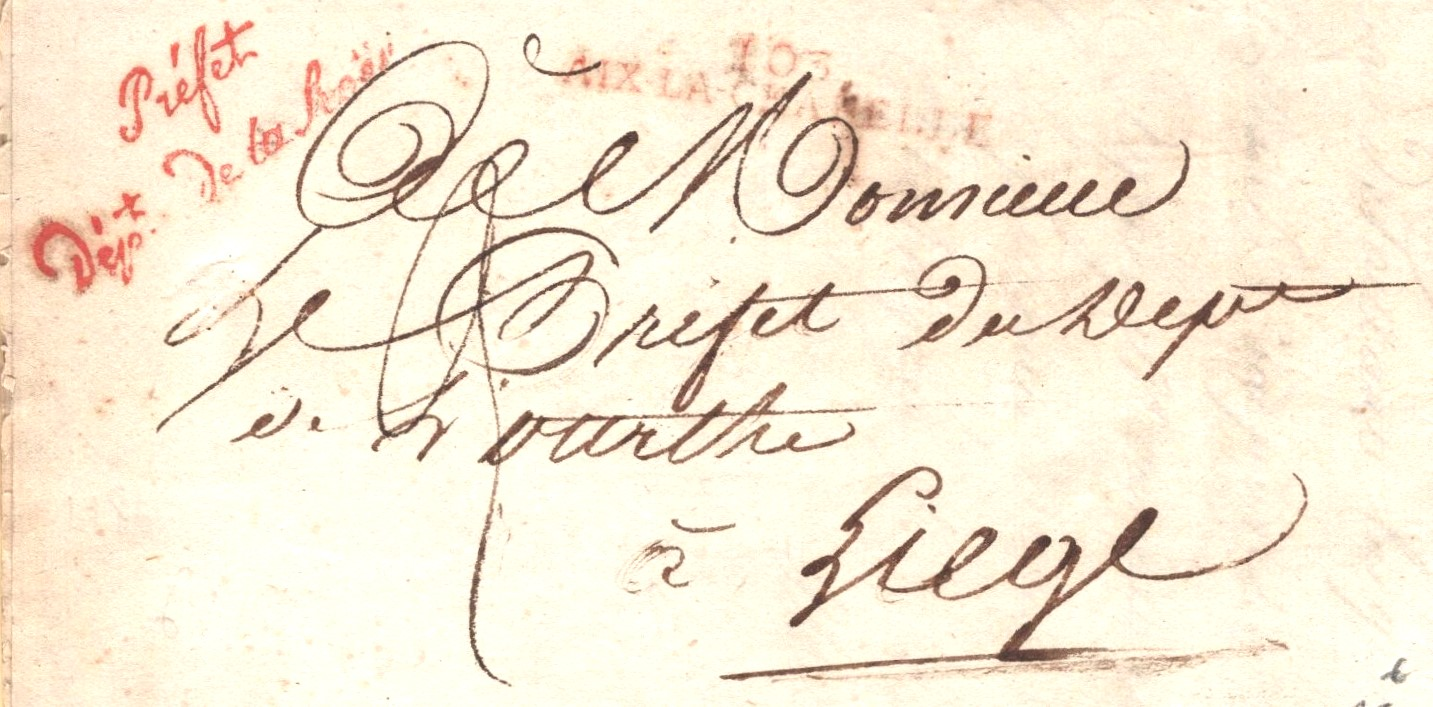
lettre du 27 mars 1807 avec cachet de franchise du préfet du département de la Roër De Lameth

| Période           | Période      | Identité                       | Fonction précédente                                     | Observation                                                                                |
| ----------------- | ------------ | ------------------------------ | ------------------------------------------------------- | ------------------------------------------------------------------------------------------ |
| 9 mars 1801       | 1802         | Sébastien Simon                | juge à la cour d'appel de Colmar                        | Mort en fonction le 4 mars 1802 ; préfets intérimaires : Johann Friedrich Jacobi et Cogels |
| 9 juillet 1802    | 1804         | Alexandre Méchin               | Préfet des Landes                                       | Passe à la préfecture de l'Aisne                                                           |
| 15 septembre 1804 | 1806         | Jean-Charles-Joseph Laumond    | Préfet du Bas-Rhin                                      | Passe à la préfecture de Seine-et-Oise                                                     |
| 3 mai 1806        | 1809         | Alexandre de Lameth            | Préfet de Rhin-et-Moselle                               | Passe à la préfecture du Pô                                                                |
| 18 février 1809   | non installé | Jean-François Merlet           | préfet de Maine-et-Loire, il refuse préfet de la Vendée | (il refuse) Nommé président de la commission du magistrat du Rhin à Strasbourg             |
| 16 mars 1809      | 1809         | Johann Friedrich Jacobi        | Conseiller de préfecture                                | préfet interimaire                                                                         |
| 31 mars 1809      | 1814         | Charles-François de Ladoucette | Préfet des Hautes-Alpes                                 | Député de Briey (1834-1848)                                                                |